# Ендрашко, Данель
Данель Ендрашко (пол. Daniel Jędraszko; 6 апреля 1976, Щецин) — польский гребец-каноист, выступал за сборную Польши в период 1997—2008 годов. Серебряный призёр летних Олимпийских игр в Сиднее, четырёхкратный чемпион мира, четырёхкратный чемпион Европы, победитель многих регат национального и международного значения.

## Биография
Данель Ендрашко родился 6 апреля 1976 года в городе Щецине Западно-Поморского воеводства. Активно заниматься греблей начал с раннего детства, проходил подготовку в Познани в местном спортивном клубе «Поснания».
Первого серьёзного успеха на взрослом международном уровне добился в 1997 году, когда попал в основной состав польской национальной сборной и побывал на возобновлённом чемпионате Европы в болгарском Пловдиве, откуда привёз награды золотого и бронзового достоинства, выигранные в зачёте двухместных каноэ на дистанции 500 метров и в зачёте четырёхместных каноэ на дистанции 1000 метров соответственно. Также в этом сезоне выступил на чемпионате мира в канадском Дартмуте, где стал серебряным призёром в двойках на пятистах метрах и бронзовым призёром в четвёрках на тысяче метрах. Год спустя на мировом первенстве в венгерском Сегеде выиграл серебряную медаль в полукилометровой гонке двухместных экипажей.
В 1999 году Ендрашко одержал победу на европейском первенстве в хорватском Загребе, одолев всех соперников в двойках на двухстах метрах, кроме того, получил серебро и золото на мировом первенстве в Милане, в двойках на двухстах и пятистах метрах соответственно. В следующем сезоне на домашнем чемпионате Европы в Познани победил в обеих дисциплинах, в которых принимал участие: в гонках двухместных экипажей на дистанциях 200 и 500 метров. Благодаря череде удачных выступлений удостоился права защищать честь страны на летних Олимпийских играх в Сиднее — в одиночках на километре не прошёл дальше стартового раунда, где финишировал девятым, тогда как в двойках на полукилометровой дистанции вместе с напарником Павлом Барашкевичем завоевал бронзовую медаль, уступив в решающем заезде только венгерскому экипажу Ференца Новака и Имре Пулаи.
На чемпионате Европы 2001 года в Милане взял серебро в двойках на двухстах метрах и бронзу в четвёрках на двухстах метрах, в то время как на чемпионате мира в Познани был лучшим среди двоек на двухстах метрах и занял второе место на пятистах метрах. Год спустя на мировом первенстве в испанской Севилье выиграл бронзовую медаль в полукилометровой гонке четырёхместных экипажей, ещё через год на аналогичных соревнованиях в американском Гейнсвилле дважды поднимался на верхнюю ступень пьедестала почёта, выиграв все заезды двоек на двухстах и пятистах метрах, став таким образом четырёхкратным чемпионом мира. В 2004 году на чемпионате Европы в Познани добавил в послужной список бронзовую и серебряную медали с чемпионата Европы в Познани. Будучи одним из лидеров гребной команды Польши, благополучно прошёл квалификацию на Олимпийские игры в Афинах, в паре с Барашкевичем попытался повторить успех четырёхлетней давности, но на сей раз оказался девятым.
После афинской Олимпиады Данель Ендрашко остался в основном составе польской национальной сборной и продолжил принимать участие в крупнейших международных регатах. Так, в 2008 году он отправился представлять страну на Олимпийских играх в Пекине — вместе с новым напарником Романом Рынкевичем стартовал в двойках на двухстах метрах, но вновь показал в финале девятый результат. Вскоре по окончании этих соревнований принял решение завершить карьеру профессионального спортсмена, уступив место в сборной молодым польским гребцам.